# Rosé (cântăreață)
Roseanne Park, (născută pe 11 februarie 1997) mai cunoscută prin numele ei de scenă Rosé, este o cântăreață neo-zeelandeză și sud-coreeană născută în Noua Zeelandă. Rosé are o soră mai mare pe nume Alice. Ea a semnat cu casa de discuri sud-coreeană YG Entertainment în urma unei audiții în 2012 din Sydney  practicându-și acolo talentul muzical timp de patru ani și 2 luni. A debutat ca solistă principală în grupul de fete BLACKPINK în august 2016. Ca solistă, ea a participat în 2012 la înregistrarea cântecului „Without You” cu G-Dragon, cântecul a ajuns pe locul zece în Gaon Music Chart. Ea preferă ca în afara scenei să fie numită Chaeyoung, numele ei adevărat. De atunci ea a avut parte de multă popularitate și iubire de la fani.
În martie 2021 a debutat solo cu melodiile „On The Ground” și „Gone” de pe albumul "-R-". Ea a ajuns pe locul 2 la cel mai vizionat M/V K-POP în 24 de ore. Se spune că a fost nevoită să își țină solo-ul secret timp de 2 ani (2019-2021), în 2019 grupul a fost ocupat cu filmările și alte lucruri foarte importante și nu a putut lansa melodiile, iar în 2020 nu avea cum să își promoveze solo-ul din cauza coronavirusului, așa că, a debutat oficial în 2021.
Rosé, a semnat un contract cu casa de discuri The Black Label după o analiză atentă, a decis să se alăture companiei oficial pe data de 18 Iunie 2024.

## Viața și cariera

### 1997-2016: Viața și cariera
Roseanne Park s-a născut la 11 februarie 1997 în Auckland, Noua Zeelandă, din părinți imigranți din Coreea de Sud. Are o soră mai mare. În 2004, la vârsta de șapte ani, ROSÉ și familia ei s-au mutat la Melbourne, Australia. 
Ea a fost majoretă la fosta ei școală Canterbury Girls' Secondary College. Fiind creștină, mergea des la biserică și cânta în cor. De asemenea,ea a învățat să cânte la chitară și pian. În 2012, la vârsta de 15 ani, ROSÉ a participat la o audiție la casa de discuri sud-coreeană YG Entertainment, la sugestia tatalui ei (intr-o gluma)dar a fost pe primul loc printre 700 de participanți. Peste două luni, a semnat un contract cu label-ul și s-a mutat la Seul.

### 2016-prezent: Debutul cuBLACKPINK
ROSÉ s-a pregătit la YG Entertainment timp de patru ani înainte să devină membră a BLACKPINK în 2016. Ea a fost ultima care s-a alăturat trupei. Trupa a debutat pe 8 august 2016 cu primul ei album Square One și single-urile "WHISTLE" și "BOOMBAYAH". Ea este Vocalistul Principal și Dansatorul Secundar al trupei,ocupand și Ale poziti.
Ea a apărut, de asemenea, la mai multe programe de televiziune, cum ar fi show-urile muzicale "King of Masked Singer" și "Fantastic Duo 2".
Pe 2 iunie 2020, YG Entertainment a anunțat că ROSÉ va debuta solo în septembrie 2020, după lansarea primului album complet al lui BLACKPINK.